# Delbiya
Delbiya (tiếng Ả Rập: دلبيا) là một ngôi làng Syria nằm ở Salqin Nahiyah ở huyện Harem, Idlib. Theo Cục Thống kê Trung ương Syria (CBS), Delbiya có dân số 1204 người trong cuộc điều tra dân số năm 2004.